# Dniprovske, Solone
Dniprovske (în ucraineană Дніпровське) este un sat în așezarea urbană Solone din raionul Solone, regiunea Dnipropetrovsk, Ucraina.

## Demografie
Componența lingvistică a localității Dniprovske
     Ucraineană (97,72%)
     Rusă (2,28%)
Conform recensământului din 2001, majoritatea populației localității Dniprovske era vorbitoare de ucraineană (97,72%), existând în minoritate și vorbitori de rusă (2,28%).
Ele au fost înființate în anii 1920 de către ucraineni și coloniștii volosi din satul Volosky pe râul Dnipro (de aici numele Dniprovsky). Străzile de coastă inferioare au fost acoperite de apele din Nipru în octombrie 1932.

Compoziția națională a satului este evidențiată de numele de familie ucrainean și galeză (moldovenească) la un memorial local în onoarea celor care au pierit în timpul celui de-al doilea război mondial. Din numele de familie al Moldovei - Muntean, Snisar, Colombar și alții. De asemenea, în cimitirul satului sunt Karakash, Papuk, Yavdoshlyar și alți.